# Чернопенье (Казань)
Чернопенье (тат. Чернопенье, Çernopenye, тат. Чирнапин, Çirnapin) — посёлок в Советском районе Казани.

## Расположение
Чернопенье расположено в восточной части Казани, на реке Нокса.

## История
В писцовой книге 1565/67 годов упоминается как Новый починок под Чёрным пнём на сафаровской земле (тат. Яңа Сәфәргали); на тот момент деревня находилась во владении Преображенского монастыря.
Четвёртая ревизия 1781 года выявила в деревне 88 ревизских душ экономических крестьян.
На конец XIX века деревня имела земельный надел площадью 777 десятин; кроме сельского хозяйства население деревни занималось экипажным, мукомольным промыслами, пчеловодством; в церковно-административном отношении входила в приход села Богородское Кулаевской волости.
С середины XIX века до 1924 года деревня входила в Кощаковскую волость Казанского уезда Казанской губернии (с 1920 года — Арского кантона Татарской АССР), после укрупнения волостей в 1924 году Чернопенье отошло к Воскресенской волости. После введения районного деления в Татарской АССР в составе Казанского пригородного (1927—1938), Столбищенского (1938—1959), и Пестречинского (1959—2008) районов Татарской АССР (Республики Татарстан). На низшем административном уровне Чернопенье входило в Чернопенский (1918—1932) и Богородский (1932—2008) сельсоветы.
В 2008 году деревня присоединена к Советскому району Казани.

## Улицы
- Анисовая
- Благополучия
- Заснеженный переулок
- Чернопенье

## Транспорт
Ближайшая остановка общественного транспорта находится в посёлке Салмачи.